# Kopassus

Emblem der Kopassus

Kopassus (kurz für Komando Pasukan Khusus) ist eine Spezialeinheit des Heeres der indonesischen Streitkräfte. Ihr Hauptquartier befindet sich in Cijantung im Osten von Jakarta. Die etwa 5000 Mann starke Truppe wird unter anderem bei Sabotage, für militärische Aufklärung, bei Entführung oder für Geiselbefreiung eingesetzt.
Neben dem strategischen Heereskommando Kostrad ist sie das zweite Machtzentrum des Militärs in Indonesien und war seit ihrer Gründung in allen Krisen aktiv an Verbrechen gegen die Menschlichkeit beteiligt, angefangen von der Bekämpfung der 1950 auf den Molukken ausgerufenen Republik Maluku Selatan, dem Massenmord an der eigenen Bevölkerung 1965/66 und anschließender Militärdiktatur unter Suharto, bis zu Operationen in Osttimor und anderen Krisenregionen, wie Aceh oder Westneuguinea. Bei diesen Einsätzen wurde immer wieder von internationalen Beobachtern auf Verwicklungen in schwere Menschenrechtsverletzungen und Unterstützung paramilitärischer Gruppen durch Kopassus hingewiesen.

## Geschichte
Oberst Kawilaran wurde am 15. November 1951 Oberbefehlshaber des Wehrbereichs III „Siliwangi“ von Westjava und Jakarta und traf den Niederländer Mochamad Idjon Djanbi (richtiger Name: Rokus Bernandus Visser), einen Deserteur und ehemaligen Major der niederländischen Kolonialarmee KNIL, der sich anbot Männer auszubilden.
Die Truppe wurde am 16. April 1952 mit dem Namen „Kesatuan Komando Tentara Territorium“ offiziell unter dem Kommando des Wehrbereichs III „Siliwangi“ gegründet, um mit der DI/TII-Operation in Westjava fertigzuwerden. Der Niederländer Visser war ihr erster Kommandeur. Sie bestand aus etwa 100 Mann und zwei Einsatzgruppen (Grup), Grup I in Serang, Westjava, und Grup II in Kartosuro in der Nähe von Surakarta. Am 9. Februar 1953 wurde das Kommando direkt dem Army Chief of Staff unterstellt. Das ABRI-Hauptquartier übernahm die Kontrolle am 18. März und benannte die Truppe in „Korps Komando Angkatan Darat“ um.
Ab Dezember 1986 organisierte die Armee die Einheit um und gab ihr den heutigen Namen Kopassus.

### Namen
| Datum             | Name                                   | Abkürzung    |
| ----------------- | -------------------------------------- | ------------ |
| 16. April 1952    | Kesatuan Komando Tentara Territorium   | KTT III      |
| 13. März 1953     | Korps Komando Angkatan Darat           | KKAD         |
| 25. Juli 1955     | Resimen Pasukan Komando Angkatan Darat | RPKAD        |
| 1959              | Resimen Para Komando Angkatan Darat    | RPKAD        |
| 12. Dezember 1966 | Pusat Pasukan Khusus AD                | Puspassus AD |
| 17. Februar 1971  | Komando Pasukan Sandi Yudha            | Kopassandha  |
| 26. Dezember 1986 | Komando Pasukan Khusus                 | Kopassus     |

### Kommandeure (Danjen Kopassus)
- Mochamad Idjon Djanbi (Rokus Bernandus Visser) 1952–1955[1]
- Major RE Djailani[1]
- Major Kaharuddin Nasution[1]
- Col. Sarwo Edhie Wibowo 1964–1967[1]
- Brig Gen. Wismoyo Aris Munandar 6. Juni 1983 – 22. Mai 1985[1]
- Brig Gen. Sintong Pandjaitan 22. Mai 1985 – Oktober 1985[1]
- Brig. Gen. TNI Tarub 1993–1994[1]
- Prabowo Subianto Dezember 1995 – März 1998
- Maj. Gen. Mayjen Syahrir 1998–2000[2][3]
- Maj. Gen. Amirul Isnaini 2000[3]

## Kontroversen
Im Konflikt um Osttimor beziehungsweise Timor Timur (1975–1999) gingen Kopassus-Soldaten brutal mit ihren Gegnern um. Es gibt Berichte von Folterungen und anschließenden Morden an FALINTIL-Kämpfern. Auch aus anderen Einsätzen wird von Morden und Folter berichtet. Außerdem soll Kopassus verschiedene Organisationen unterstützen oder unterstützt haben, die außerhalb des Gesetzes agieren. Auch Mitgliedern der Einheit selbst werden kriminelle Machenschaften vorgeworfen.